# علامة شيفر
علامة شيفر هي علامةٌ سريرية يؤدي فيها الضغط على وتر أخيل إلى حدوث رد فعلٍ باسطٍ للأخمص. توجد هذه العلامة في المرضى الذين يعانون من آفات السبيل الهرمي، وهي واحدةٌ من عدة استجاباتٍ مشابهةٍ لبابينسكي.
تُسمى هذه العلامة نسبةً إلى طبيب الأعصاب الألماني ماكس شيفر (1852-1923).[بحاجة لمصدر]

## روابط خارجية
- Schäffer's reflex على قاموس من سمى هذا؟